# 元禄地方直
元禄地方直（げんろくじかたなおし）は、元禄期に江戸幕府が行った、知行再編成政策。当時、勘定頭（勘定奉行）だった荻原重秀の主導で実施された。

## 概要
元禄10年（1697年）7月26日、幕府は御蔵米地方直令を発令し、500俵以上の蔵米取の旗本を、知行取へと変更する地方直の方針を打ち出した。同年8月10日には新知行地からの収税は翌11年（1698年）から行い、この年の冬に支給される切米は今までどおり受け取ること、同月12日には知行地と蔵米の両方を給されている幕臣の中で支給額の合計が500石以上の者も地方直が行われることも決められた。
元禄11年7月3日に地方直はほぼ完了したとして、翌日には新たな知行所が発表された。対象者は542人の旗本で、彼らに支給されてきた約34万俵の蔵米とほぼ同額の知行地が与えられることになった。新たな知行地は関東八ヵ国を中心に、三河国・遠江国・丹波国・近江国と広範囲に及んだ。大田南畝が編集した勘定所史料『竹橋余筆別集（ちっきょうよひつべつしゅう）』には誰がどの知行地に割り当てられたかが記載されており、また大舘右喜の「元禄期幕臣団の研究」によれば、武蔵国236名、常陸国172名、下総国140名、上総国83名、下野国98名、上野国94名、相模国85名、伊豆81名、安房10名が割り振られている。
同月12日には執行を担当した配下の勘定組頭たちとともに荻原への褒賞が行なわれた。

## 元禄検地
この時期、蔵米地方直と同時に、地方直とは無関係な旗本の知行地（＝領地）の割り替えも行われた。この割り替えは、約200人の旗本たちの知行地を、一度上知（土地の召し上げ）した上で代知割り（代りの知行地を与える）するという形でなされた。上知された土地の多くは関東の知行所で、中部・近畿地方の土地を代地として宛がわれた。その上で、幕府は天領と上知した旗本領の検地（元禄検地）も行った。当時は農業生産技術が発展し、農業後進地域であった関東地方の生産力も上昇していたこと、開墾可能な山林や荒れ地も検地したことで、石盛は大幅に高まった。
元禄の地方直は、検地によって土地の石高を上げたことと、蔵米取の旗本には検地によって石高が上昇した土地を割り振ることで、石高上昇分の年貢収入＋旗本に支給する蔵米の実質的削減の2つの効果によって財政改善が図られたのである。

## 地方直の意義
地方直には、
1. 江戸に隣接する地域や生産性の高い地域、広大な山林や多額の運上金が上がる地域を幕領に編入する
2. 年貢米を江戸に運搬して旗本に配分する経費を削減する
3. 旗本の領主権を制限して年3割5分の年貢徴収権に限定する

などの目的があったとされる。
当時の幕府は、天領からの年貢収入が年間76万から77万両、そのうちの30万両余が幕臣に支給する蔵米だった。天領から米を運搬する費用がかかる蔵米給付の方が幕府にとっての財政負担は大きい一方、当時の武士は蔵米取よりも知行取の方が格上と考えており、蔵米支給から知行取に変わることを旗本たちは出世ととらえ、幕府も知行取への変更を褒賞の一環としていた。地方直は、幕府にとって財政改善策であり、旗本にとっては格が上がる名誉な出来事という意味合いがあった。
しかし、知行取は凶作の年には石高分の収入を得られず（検見法の場合）、また収穫された米の運搬は領主の自己負担となるため、地方直は幕府だけが経済的に得するという批判は当時からあり、老中の戸田忠昌も凶作時の問題を考えて、稲作の後進地域である関東を旗本の知行地にすることに難色を示したという。
徳川綱吉政権は、在地に密着した世襲の代官を処罰して勘定所から派遣された官僚的な代官を増やし、同時に代官や改易・減封処分された大名の処分後の領地・支配所の検地を実施、以前よりも生産性が増えた耕地の石高を増加させるなどの農政改革を行ってきた。綱吉が5代将軍に就任した延宝8年（1680年）の天領の石高は326万2250石余・年貢量94万2590石余だったが、地方直の後の元禄10年には石高434万6500石余、年貢量138万6400石余へと増加している。
また、歴史学者の所理喜夫たちによれば、地方直には旗本が知行地と密接な小大名となることを阻止し、官僚予備軍として再編成する効果もあったと評価している。知行所を与えられた旗本たちは、開幕当初から約100年間に領地の村民たちとの主従関係を強めていったが、それらの結びつきは地方直を行うことで全て無効化してしまうからである。